# Horné Zahorany
Horné Zahorany (maďarsky Tóthegymeg) jsou obec na Slovensku v okrese Rimavská Sobota v Banskobystrickém kraji. V roce 2019 zde žilo 119 obyvatel. Součástí obce jsou části Boľfovo, Kubínovo a Čierny vrch. Pochází odtud slovenský spisovatel Ľudovít Kubáni.

## Historie
Na území Horných Zahoran se našly archeologické nálezy z doby bronzové. Vesnice vznikla na území starších Lukovišť na přelomu 13. a 14. století, první písemná zmínka pochází z roku 1323 se jménem Hegmeg. První obyvatelé byli pravděpodobně maďarského původu, ale poměrně rychle se poslovenštili, což dokazuje pojmenování Tót Hegymeg, tedy Slovenské Zahorany. Obec se nachází na hranici regionů Gemer a Malohont. Ve středověku tato obec náležela gemerské župě, od roku 1526 přísluší Malohontu. V průběhu historie vesnice vystřídala více vlastníků. Roku 1566 byla ves, která tehdy ležela mezi Padarovci a Lukovišti, kompletně vypleněna Turky, původní obyvatelé vystavěli vesnici na novém místě, kde se nachází doposud. Počátkem 19. století ve vsi žilo 150 obyvatel, kteří byli rolníci, a nacházel se zde malý pivovar. Po roce 1918 se též provozuje chov dobytka. Současné jméno Horné Zahorany obec nese od roku 1948.

## Geografie
Obec se nachází v regionu Malohont. Centrum vsi je vzdáleno osm kilometrů severně od Rimavské Soboty a leží v nadmořské výšce 461 m n. m. Severním okrajem katastru obce protéká potok Vyvieračka a na území obce pramení Sinkov potok, které jsou levostrannými přítoky Rimavy. Reliktní povrch náhorní vrchoviny tvoří andezity. Na severu katastrálního území rostou dubové lesy.
Obcí prochází červená turistická trasa 0805 a žlutá turistická trasa 8489.

## Obyvatelstvo
Podle sčítání lidu v roce 2011 v obci Horné Zahorany žilo 137 obyvatel, z toho se 128 hlásilo ke slovenské a dva k maďarské národnosti. Sedm obyvatel neuvedlo svoji národnost. 56 obyvatel se přihlásilo k římskokatolické církvi, 35 k evangelické církvi augsburského vyznání, čtyři k evangelické církvi metodistické a jeden k řeckokatolické církvi. 34 obyvatel bylo bez vyznání a sedm svou víru neuvedlo.

## Pamětihodnosti
- Klasicistní evangelický kostel z roku 1814, ve 20. století byla jednolodní stavba upravena, fasáda je členěná horizontálními římsami, uvnitř se nachází portálový oltář s obrazem Ježíše Krista v Getsemanské zahradě od E. Putra z roku 1913.[7]
- Klasicistní obecní zvonice z roku 1790 s barokní kupolí.
- Pamětní deska upomínající Ľudovíta Kubániho.[4]

## Rodáci
- Ľudovít Kubáni (1830–1869) – slovenský básník, prozaik, literární kritik a dramatik